# Sou como um Rio
Sou como Um Rio é um tema original de 1995 da banda portuguesa Delfins. 
Venceu o Globo de Ouro de Melhor Canção, na edição de 1996.